# Ann Reinking
Ann Reinking (Seattle, 10 novembre 1949 – Seattle, 12 dicembre 2020) è stata un'attrice, ballerina, coreografa e regista teatrale statunitense.
Lavorò prevalentemente nel musical teatrale, come ballerina e coreografa, ma apparve anche in alcuni film.

## Biografia
Nata a Seattle in una famiglia della medio-alta borghesia, Ann Reinking iniziò a prendere lezioni di danza classica, studiando con Marian e Iliana Ladre, una coppia di ballerini che avevano lavorato nella compagnia di danza dei Balletti russi, in seguito divenuti i "Balletti Russi di Monte Carlo". All'età di 18 anni, abbandonò Seattle per tentare la fortuna a New York, dopo aver rifiutato la possibilità di ottenere una borsa di studio dal San Francisco Ballet e dal Joffrey Ballet.
Al suo arrivo a New York, entrò nel corpo di ballo del Radio City Music Hall e, in qualità di ballerina di fila, ebbe una parte nel musical Fiddler on the Roof e debuttò a Broadway come una delle artiste del "Kit Kat Club" in Cabaret. Il suo primo ruolo con alcune battute di recitazione risale alla stagione 1969-1970 nel musical Coco interpretato da Katherine Hepburn. Pur in una parte esigua, la giovane ballerina si fece notare dal pubblico per la sua bellezza, le lunghe gambe, i grandi occhi azzurri e il tono di voce graffiante.
Nel 1972 la sua carriera ebbe una svolta grazie all'incontro professionale con il grande ballerino e coreografo Bob Fosse, di cui divenne compagna nella vita e musa ispiratrice. Il musical Pippin, diretto e coreografato da Fosse, e nel quale la Reinking ebbe una parte secondaria, debuttò a Broadway nell'ottobre del 1972, accolto da recensioni generalmente favorevoli ma con scarso riscontro al botteghino nelle prime rappresentazioni. Tuttavia, il ricorso a spot promozionali trasmessi in televisione nelle ore di punta serali, iniziativa mai tentata in precedenza per pubblicizzare un musical di Broadway, diede risultati sorprendenti: Pippin rimase in cartellone per i successivi cinque anni, chiudendo i battenti nel giugno 1977, dopo 1944 repliche.
Nel frattempo la Reinking partecipò ad altri musical di successo a Broadway, Over Here! nel 1974, Goodtime Charley nel 1975, e A Chorus Line. In quest'ultimo spettacolo sostituì Donna McKechnie nel ruolo di Cassie. Candidata al Tony Award e al Drama Desk Award per le sue performance teatrali, in questo periodo fece un'apparizione televisiva nella serie Ellery Queen, nell'episodio Il trenino elettrico, nel quale interpretò il ruolo di Lorelie Farnsworth, un'aspirante scrittrice che aiuta Ellery (Jim Hutton) nelle indagini sull'omicidio di un eccentrico inventore.
Nel 1977 sostituì Liza Minnelli (che a sua volta aveva precedentemente sostituito Gwen Verdon) nel ruolo di Roxie Hart nel musical Chicago, accanto a Jerry Orbach e Chita Rivera, che rimase in cartellone fino all'agosto di quell'anno. Il legame sentimentale con Bob Fosse stava giungendo al termine dopo cinque anni di tumultuosa relazione, ma il regista desiderava da anni offrirle un'occasione adatta a valorizzare i suoi punti di forza come danzatrice, e pertanto le affidò il ruolo di protagonista nel musical Dancin'. All'interno del numero Sing, Sing, Sing, Fosse coreografò per lei il Trumpet Solo, un assolo che metteva in evidenza le capacità di estensione delle gambe della Reinking e ne valorizzava la bellezza. Il numero Trumpet Solo è considerato una delle prestazioni di danza più sbalorditive mai viste sui palcoscenici di Broadway, nel quale la Reinking fu memorabile nelle sue pose, con una gamba protesa verso l'alto, la schiena incurvata e i lunghi capelli lambenti il pavimento, pose e movenze evocanti i famosi "battements-lampo" della danzatrice classica Suzanne Farrell.
Dancin' le consentì di diventare una stella di Broadway e di ottenere un'altra candidatura al Tony Award, anche se le recensioni furono severe, in particolare nei confronti di alcune coreografie ideate da Fosse, ritenute audaci e con imbarazzanti sottintesi sessuali. Lo spettacolo, una miscela di disparate forme di danza e di generi musicali, fu comunque un trionfo e tenne il cartellone per quasi quattro anni, con 1774 rappresentazioni, mentre Fosse stava già lavorando a quello che sarebbe stato un film semiautobiografico sulla propria vita e sulla propria carriera, All That Jazz - Lo spettacolo comincia (1979). La Reinking vi interpretò il ruolo di Katie Higgins, personaggio ispirato a lei stessa e al periodo di vita in comune con Fosse.
Il suo percorso professionale tornò a incrociare quello di Fosse nella stagione 1986-1987, quando fu chiamata a sostituire Debbie Allen nel musical Sweet Charity. Pur maggiormente dotata tecnicamente della Allen, per via del suo retroterra classico, dell'addestramento jazz sviluppato durante gli anni di collaborazione con Fosse e della vulnerabilità che proiettava dal palcoscenico, la Reinking non si rivelò particolarmente adatta alla parte di Charity.
Malgrado avesse sostenuto di non provare alcun desiderio di cimentarsi con la coreografia, dopo la morte di Fosse avvenuta nel 1987, la Reinking iniziò a esplorare questo nuovo percorso artistico. Fu chiamata a collaborare alle coreografie del musical Chicago e a svilupparle con ispirazione allo stile di Fosse, arrivando a vincere nel 1997 il Tony Award alla miglior coreografia. Nello stesso periodo riprese anche brevemente il ruolo di Roxie Hart che aveva interpretato sul palcoscenico vent'anni prima. Nel 1998 lavorò in qualità di co-regista e coreografa al musical Fosse, concepito come un omaggio al grande coreografo e regista attraverso la rappresentazioni di numeri di danza da lui creati nei suoi musical teatrali. Questo impegno le valse nel 2000 il premio "Laurence Olivier Award for Best Theatre Choreographer". La Reinking danzò per l'ultima volta a Broadway proprio in Fosse, in cui rimpiazzò all'ultimo momento una ballerina di fila indisposta nel 2001.

### Vita privata
Ann Reinking si sposò quattro volte. Dopo il divorzio dal primo marito Larry Small, sposato nel 1972, nel 1982 si risposò con il banchiere Herbert Allen Jr, da cui divorziò nel 1989 per sposarsi subito dopo con James Stuart, da cui divorziò due anni più tardi nel 1991. Nel 1994 si sposò con Peter Talbert, con cui rimase fino alla morte. Dal terzo marito ebbe l'unico figlio, Christopher Stuart, affetto dalla sindrome di Marfan. Dal 1972 al 1978 ebbe una relazione con Bob Fosse.

### Morte
Ann Reinking è morta improvvisamente all'età di 71 anni il 12 dicembre 2020, mentre era in visita al fratello a Seattle.

## Filmografia

### Cinema
- Il boxeur e la ballerina (Movie Movie), episodio "Dynamite Hands", regia di Stanley Donen (1978)
- All That Jazz - Lo spettacolo comincia (All That Jazz), regia di Bob Fosse (1979)
- Annie, regia di John Huston (1982)
- Micki e Maude (Micki + Maude), regia di Blake Edwards (1984)

### Televisione
- Ellery Queen – serie TV, episodio 1x14 (1976)
- Mike Andros (The Andros Targets) – serie TV, 1 episodio (1977)
- A Night on the Town – film TV (1983)
- I Robinson (The Cosby Show) – serie TV, 1 episodio (1987)

## Teatro

### Attrice
- Bye Bye Birdie, libretto di Michael Stewart, testi di Lee Adams, colonna sonora di Charles Strouse. Seattle Opera House di Seattle (1965)
- Fiddler on the Roof, libretto di Joseph Stein, testi di Sheldon Harnick, colonna sonora di Jerry Bock, regia di Jerome Robbins. Tour statunitense (1968)
- Cabaret, libretto di Joe Masteroff, testi di Fred Ebb, colonna sonora di John Kander, regia di Harold Prince. Broadway Theatre di Broadway (1969)
- Coco, libretto di Alan Jay Lerner, colonna sonora di André Previn, regia di Michael Benthall, con Katharine Hepburn. Mark Hellinger Theatre di Broadway (1969)
- Wild and Wonderful, libretto di Phil Phillips, colonna sonora di Bob Goodman, regia di Burry Fredrik. Lyceum Theatre di Broadway (1971)
- Pippin, libretto di Roger O. Hirson e Bob Fosse, colonna sonora di Stephen Schwartz, regia e coreografie di Bob Fosse. Imperial Theatre di Broadway (1972)
- Over Here!, libretto di Will Holt, colonna sonora di Richard M. Sherman e Robert B. Sherman, regia di Tom Moore. Shubert Theatre di Broadway (1974)
- Girl Crazy, libretto di Guy Bolton e John McGowan, testi di Ira Gershwin, colonna sonora di George Gershwin. MUNY Theatre di St. Louis (1975)
- Goodtime Charlie, libretto di Sidney Michaels, testi di Hal Hackady, colonna sonora di Larry Grossman, regia di Peter H. Hunt. Palace Theatre di Broadway (1975)
- A Chorus Line, libretto di James Kirkwood Jr, Nicholas Dante, testi di Edward Kleban, colonna sonora di Marvin Hamlisch, regia di Michael Bennett. Tour USA (1976), Shubert Theatre di Broadway (1977)
- Chicago, libretto di Fred Ebb e Bob Fosse, colonna sonora di John Kander, regia e coreografie di Bob Fosse. 46th Street Theatre di Broadway (1977)
- Dancin', colonna sonora di autori vari, regia e coreografie di Bob Fosse. Broadhurst Theatre e Ambassador Theatre di Broadway (1978)
- The Unsinkable Molly Brown, libretto di Richard Morris, colonna sonora di Meredith Willson. MUNY Theatre di St. Louis (1982)
- Sweet Charity, libretto di Neil Simon, testi di Dorothy Fields, colonna sonora di Cy Coleman, regia e coreografie di Bob Fosse. Minskoff Theatre di Broadway (1986)
- Pal Joey, libretto di John O'Hara, testi di Lorenz Hart, colonna sonora di Richard Rodgers, regia di Robert Falls. Goodman Theatre di Chicago
- Bye Bye Birdie, libretto di Michael Stewart, testi di Lee Adams, colonna sonora di Charles Strouse, regia di Gene Saks. Tour statunitense (1992)
- Tommy Tune Tonite!, colonna sonora di autori vari, regia di Jeff Calhou. Gershwin Theatre di Broadway (1992)
- Chicago, libretto di Fred Ebb e Bob Fosse, colonna sonora di John Kander, regia di Walter Bobbie. Richard Rodgers Theatre (1996) e Shubert Theatre di Broadway, tour USA (1999).
- Fosse, libretto di Richard Matby Jr, Chet Walker e Ann Reinking, colonna sonora di autori vari, regia di Bob Fosse e Ann Reinking. Broadhurst Theatre di Broadway (2001)

### Coreografa
- Pal Joey, libretto di John O'Hara, testi di Lorenz Hart, colonna sonora di Richard Rodgers, regia di Robert Falls. Goodman Theatre di Chicago (1988)
- Tom Jones, di Steve Lawson, regia di Rosey Hay. Buxton Field at the Buxton School di Williamstown (1988)
- L'opera da tre soldi, libretto di Bertolt Brecht, colonna sonora di Kurt Weill, regia di Peter H. Hunt. Williamstown Theatre Festival di Williamstown (1992)
- Applause, libretto di Adolph Green e Betty Comden, testi di Lee Adams, colonna sonora di Charles Strouse, regia di Gene Saks. Tour statunitense (1996)
- Chicago, libretto di Fred Ebb e Bob Fosse, colonna sonora di John Kander, regia di Walter Bobbie. Richard Rodgers Theatre (1996)
- Fosse, libretto di Richard Matby Jr, Chet Walker e Ann Reinking, colonna sonora di autori vari, regia di Bob Fosse e Ann Reinking. Broadhurst Theatre di Broadway (1999)
- Tonight at 8:30, di Noel Coward, regia di Michael Greif. Williamstown Theatre Festival di Williamstown (2000)
- The Visit, libretto di Terrence McNally, testi di Fred Ebb, colonna sonora di John Kander, regia di Frank Galati. Goodman Theatre di Chicago (2001), Signature Theatre di Arlington (2008)
- No Strings, libretto di Samuel A. Taylor, colonna sonora di Richard Rodgers, regia di Ann Reinking. New York City Center di New York (2003)
- The Look of Love, di David Thompson, Ann Reinking, David Loud, Scott Ellis. Brooks Atkinson Theatre di Broadway (2003)
- An Evening with Patti LuPone and Mandy Patinkin, regia di Mandy Patinkin. Ethel Barrymore Theatre di Broadway (2011)

## Riconoscimenti
- Drama Desk Award
  - 1975 – Candidatura per la migliore attrice in un musical per Goodtime Charlie
  - 1997 – Migliori coreografie per Chicago
  - 1999 – Candidatura per la miglior regia di un musical per Fosse
- Premio Laurence Olivier
  - 1998 – Candidatura alle migliori coreografie per Chicago
  - 2001 – Migliori coreografie per Fosse
- Outer Critics Circle Award
  - 1974 – Candidatura alla migliore attrice in un musical per Over Here!
  - 1997 – Migliori coreografie per Chicago
  - 1999 – Candidatura alle migliori coreografie per Fosse
  - 1999 – Candidatura alla miglior regia di un musical per Fosse
- Tony Award
  - 1975 – Candidatura alla miglior attrice protagonista in un musical per Goodtime Charley
  - 1978 – Candidatura alla miglior attrice non protagonista in un musical per Dancin'
  - 1997 – Miglior coreografia per Chicago
  - 1999 – Candidatura alla miglior regia di un musical per Fosse

## Doppiatrici italiane
- Serena Verdirosi in Ellery Queen
- Rossella Izzo in All That Jazz - Lo spettacolo comincia
- Marzia Ubaldi in Annie